# S.A.L.T.娛樂
S.A.L.T Entertainment（韓語：S.A.L.T.(솔트)엔터테인먼트）韓國的演員經紀公司，由iHQ前经纪人李恩英创立于2011年4月，前身为「4HIM  Entertainment」。2013年2月1日，在所屬演員及經紀人架構不變下更換經紀公司名稱。

## 旗下藝人
- 朴信惠（2011年至今）
- 張道河
- 朴净涓（2022年至今）
- 南海俊（남해준）

## 过往艺人
- 朴世榮
- 金知安
- 金康鉉
- 崔成恩
- 金智媛
- 金晶和
- 李俊靈
- 朴喜洵
- 金柱憲（2018年—2024年）[3]
- 洪胜范
- 金宣虎（2018年—2025年）